# Casa Hopetoun
Casa Hopetoun es una residencia cerca de South Queensferry, al oeste de Edimburgo, Escocia. Fue construida en 1699 por la familia Hope, diseñada por William Bruce, y ampliada en 1721 por William Adam.
Su propiedad depende de Hopetoun House Preservation Trust, una fundación creada en 1974 con el objetivo de preservar la casa y los terrenos como monumento nacional, así como mantener el mobiliario, las pinturas, manuscritos y otras obras asociadas a la mansión. El ala sur está ocupada por la familia de Adrian Hope, IV marqués de Linlithgow.

## Historia
La mansión fue construida entre 1699 y 1701 y diseñada por William Bruce junto a su maestro de obras Tobias Beauchop, quien se encargó de la construcción y los bocetos de la obra, ayudado por su aprendiz Alexander Edward. La casa se amplió considerablemente desde 1721 por William Adam hasta su fallecimiento en 1748, siendo uno de sus proyectos principales. El interior fue completado por sus hijos John y Robert Adam. La magnificente puerta data de 1752.
La familia Hope adquirió los terrenos en el siglo XVII y explotó las minas de plomo. Charles Hope, el primer propietario, tenía solo dieciséis años cuando su madre, Margaret Hope, firmó el contrato de construcción con William Bruce, el 28 de septiembre de 1698. La mansión fue la última parada del rey Jorge IV del Reino Unido en su visita a Escocia el 28 de agosto de 1822 y del capitán Adam Ferguson y Henry Raeburn.
Los jardines de estilo inglés fueron construidos en 1725, también por William Adam, mientras que el jardín amurallado data de finales del siglo XVIII. Se excavó este montículo en 1963 y se descubrieron los cimientos de otra mansión anterior, el castillo de Abercorn, datado del siglo XV.
En 1974, Charles William Frederick Hope, II marqués de Linlithgow, creó la Hopetoun House Preservation Trust para asegurar la protección y conservación de la Casa Hopetoun a las futuras generaciones.